# Silnice I/26
Silnice I/26 je klíčovou silnicí I. třídy Plzeňského kraje a silniční osou okresu Domažlice. Její počátek je na exitu 67 Ejpovice dálnice D5. Odtud až do Plzně tvoří v délce cca 3 km východní dálniční přivaděč k dálnici D5. V Plzni silnici tvoří ulice Rokycanská, U Prazdroje, Tyršova, Přemyslova, Skvrňanská a Domažlická. Poté na západním okraji opouští Plzeň opět jako dálniční přivaděč, tentokrát západní. Celý úsek od počátku až po kilometr 18, kde opět mimoúrovňově protíná dálnici D5 na exitu 89, je řešena dvěma jízdními pruhy v každém směru, mimo cca 2,7 km dlouhého úseku na Domažlické ulici, kde je po jednom jízdním pruhu v každém směru. Dále silnice pokračuje jihozápadním směrem k hraničnímu přechodu s Německem u Horní Folmavy. Po celé délce je řešena jedním jízdním pruhem v každém směru. Prakticky v celém svém průběhu kopíruje historickou cestu z Plzně do bavorského příhraničí.
Celková délka silnice činí 76,886 km. Celkově se silnice nachází pouze na území Plzeňského kraje, protíná 5 okresů, konkrétně Rokycany, Plzeň-město, Plzeň-sever, Plzeň-jih a Domažlice, a 15 obcí.

## Obce ležící na trase

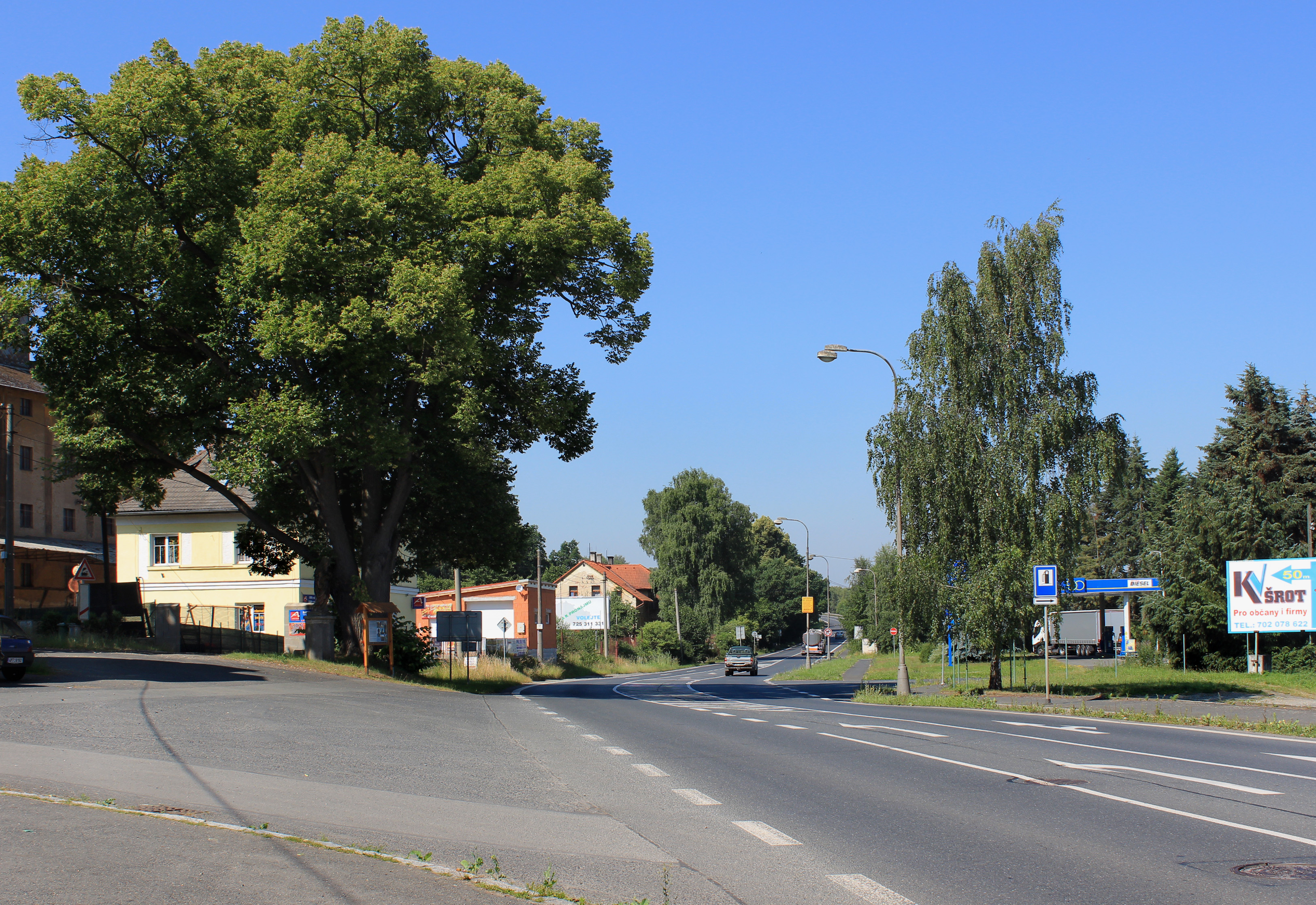
Silnice I/26 na západě Horšovského Týna

Směrem od počátku ke státní hranici.
| Staničení | Obec                      |
| --------- | ------------------------- |
| 3 km      | Plzeň                     |
| 21 km     | Líně                      |
| 23 km     | Zbůch                     |
| 27 km     | Chotěšov                  |
| 30 km     | Stod                      |
| 37 km     | Holýšov                   |
| 41 km     | Ohučov                    |
| 43 km     | Staňkov                   |
| 47 km     | Křenovy                   |
| 50 km     | Semošice                  |
| 53 km     | Horšovský Týn             |
| 60 km     | Březí                     |
| 64 km     | Draženov                  |
| 70 km     | Babylon                   |
| 76 km     | Česká Kubice              |
| 77 km     | Státní hranice s Německem |

## Významné křižovatky
Směrem od počátku ke státní hranici. Zaznamenány jsou pouze významné křižovatky.
| Vlevo      | Staničení | Vpravo     | Typ křížení  |
| ---------- | --------- | ---------- | ------------ |
| II/605     | 0 km      | II/605     | mimoúrovňové |
| II/180     | 3 km      | II/180     | mimoúrovňové |
| III/18019a | 5 km      | III/18019a | úrovňové     |
| -          | 7 km      | II/231     | úrovňové     |
| I20        | 9 km      | -          | úrovňové     |
| I20 · I27  | 10 km     | -          | úrovňové     |
| -          | 11 km     | III/18050  | úrovňové     |
| -          | 12 km     | II/605     | úrovňové     |
| -          | 17 km     | III/2032   | mimoúrovňové |
| D5 · E50   | 18 km     | D5 · E50   | mimoúrovňové |
| -          | 21 km     | III/2033   | úrovňové     |
| III/0267   | 22 km     | -          | úrovňové     |
| -          | 24 km     | II/180     | úrovňové     |
| -          | 25 km     | III/0266   | úrovňové     |
| II/180     | 27 km     | -          | úrovňové     |
| -          | 27 km     | III/2038   | úrovňové     |
| -          | 30 km     | II/230     | úrovňové     |
| II/230     | 30 km     | -          | úrovňové     |
| II/182     | 31 km     | -          | úrovňové     |
| -          | 33 km     | III/19341  | úrovňové     |
| III/1852   | 37 km     | -          | úrovňové     |
| -          | 38 km     | III/19347  | úrovňové     |
| -          | 40 km     | III/19348  | úrovňové     |
| -          | 42 km     | III/19346  | úrovňové     |
| II/185     | 43 km     | -          | úrovňové     |
| III/0263   | 45 km     | -          | úrovňové     |
| -          | 49 km     | III/19353  | úrovňové     |
| II/193     | 53        | II/193     | úrovňové     |
| -          | 55 km     | III/0262   | úrovňové     |
| -          | 56 km     | III/0261   | úrovňové     |
| III/19360  | 58 km     | II/196     | úrovňové     |
| III/19361  | 59 km     | -          | úrovňové     |
| III/19363  | 61 km     | -          | úrovňové     |
| I22        | 63 km     | II/189     | úrovňové     |
| III/19364  | 65 km     | III/19528  | úrovňové     |
| III/19366  | 66 km     | -          | úrovňové     |
| II/193     | 67 km     | -          | úrovňové     |
| -          | 68 km     | II/195     | úrovňové     |
| II/190     | 72 km     | -          | úrovňové     |
| III/1901   | 74 km     | -          | úrovňové     |
| -          | 75 km     | III/0268   | úrovňové     |

## Významné dopravní stavby
Směrem od počátku ke státní hranici. Zaznamenány jsou pouze významnější stavby. U železničních přejezdů je uvedeno označení jak silniční, tak unikátní číslo pro případ hlášení nehody. Zatížitelnost je udána jako normální (Vn)/výhradní (Vr)/výjimečná (Ve).
| Staničení | Název dopravní stavby                                                       | Označení            | Základní popis |
| --------- | --------------------------------------------------------------------------- | ------------------- | --- |
| 1,481 km  | Lávka pro pěší                                                              | 26-001..1 26-001..2 | Lávka pro pěší přes dálniční přivaděč z roku 1995. |
| 2,345 km  | Most přes II/180                                                            | 26-002..1           | Most z roku 1995 o celkové délce přemostění 44,58 metru je součástí mimoúrovňové křižovatky. Zatížitelnost mostu: 32/80/196 tun. |
| 3,8 km    | Most přes vodoteč                                                           | 26-002..3           | Most byl postaven v roce 1997. Délka přemostění činí 3 metry. Zatížitelnost mostu: 32/80/196 tun. |
| 4,604 km  | Most přes III/10819                                                         | 26-004..1           | Most, který je součástí mimoúrovňové křižovatky, o délce přemostění 17,1 metru byl postaven v roce 1997. Zatížitelnost mostu: 32/80/196 tun. |
| 5,715 km  | Podchod u hřbitova, Plzeň                                                   | 26-005..3           | Podchod byl vybudován v roce 1987 pro pěší spojení vybudovaného parkoviště a hřbitova pod nově vybudovanou komunikací. Celková délka podchodu (šířka vozovky nad ním) je 12 metrů, šířka podchodu (délka přemostění) 5,15 metrů. Zatížitelnost mostu: // tun. |
| 6,975 km  | Kolektor                                                                    | 26-006..3           | Most o šířce 3 metry a délce 60,94 metru byl vybudován v roce 1987. Zatížitelnost: 32/80/196 tun. |
| 7,335 km  | Podchod Rokycanská-Sousedská, Plzeň                                         | 26-007..3           | Vybudován v souvislosti rekonstrukcí Rokycanské ulice v roce 1981. Délka podchodu je 39,3 metru, šířka 4,05 metru. Zatížitelnost: 48/108/158 tun. |
| 7,559 km  | Podchod Rokycanská-Živnostenská, Plzeň                                      | 26-008..3           | Vybudován v souvislosti rekonstrukcí Rokycanské ulice v roce 1981. Délka podchodu je 43,5 metru, šířka 4,05 metru. Zatížitelnost mostu: 38/86/136 tun. |
| 7,649 km  | Most přes Úslavu, Plzeň                                                     | 26-009..1 26-009..2 | Železobetonový most postavený v roce 1976, každý pro jeden směr. Délka mostu 65,74 a šířka pro jeden směr 18,6 metru. Zatížitelnost mostu: 16/47/86 tun. |
| 7,871 km  | Podchod Jateční, Plzeň                                                      | 26-010..3           | Podchod pro pěší vybudovaný v roce 1981. Délka podchodu je 48,15 metrů, šířka 4,05 metru. Zatížitelnost mostu: 48/108/158 tun. |
| 8,056 km  | Podjezd pod železnicí, Plzeň                                                | 26-011..1 26-011..2 | Železobetonový podjezd pod železniční tratí Plzeň-Žatec. |
| 9,077 km  | Lávka pro pěší u pivovaru, Plzeň                                            | 26-012..1 26-012..2 | Podjezd pod lávkou pro pěší spojující hotel Angelo a přilehlou ulici s prostorem před bránou Plzeňského Prazdroje. Lávka o délce 97 metrů postavená v roce 1991 nese samostatné označení PM-057.                                                              |
| 9,210 km  | Most přes Radbuzu, Plzeň                                                    | 26-013..1 26-013..2 | Železobetonový most z roku 1979. Délka mostu činí 61,7 metru. Celkově se jedná o tři samostatné železobetonové desky, každá pro jeden směr a středová, uvažovaná pro případnou tramvajovou dopravu. Zatížitelnost mostu: 16/36/54 tun.                        |
| 9,442 km  | Podchod Pallova ulice, Plzeň                                                | 26-014..3           | Podchod o šířce 6 metrů a délce 34 metrů propojuje centrum města se Štruncovými sady. Zatížitelnost: 27/60/100 tun. |
| 9,723 km  | Lávka pro pěší, Plzeň                                                       | 26014A.1 26014A.2   | Lávka vybudovaná v roce 2012 propojuje centrum města s parkovacím domem Rychtářka. |
| 9,787 km  | Podjezd pod Rooseveltovým mostem, Plzeň                                     | 26-015              | Délka podjezdu činí 17,05 metru. |
| 10,125 km | Podjezd pod mostem gen. Pattona, Plzeň                                      | 26-016              | Délka podjezdu činí 30 metrů. |
| 11,623 km | Podchod Domažlická ulice, Plzeň                                             | 26-017              | Podchod z roku 1974 se nachází pod křižovatkou ulic Domažlická, Skvrňanská, a Tylova. Šířka podchodu je 3,97 metru a celková délka vč. větve pod Skvrňanskou ulicí 81,23 m. Zatížitelnost mostu: 27/60/90 tun.                                                |
| 12,349 km | Most přes železniční trať Plzeň-Cheb, Plzeň                                 | 26-018..1 26-018..2 | Železobetonový most přes železniční trať byl vystavěn v roce 1996. Tvoří jej dvě samostatné desky, každá pro jeden směr. Délka přemostění činí 27 metrů. Zatížitelnost mostu: 32/80/196 tun.                                                                  |
| 13 km     | Železniční přejezd přes železniční trať Plzeň-Domažlice, Plzeň              | 26-019 P598         | Železniční přejezd je vybaven přejezdovým zabezpečovacím zařízením (světelné a zvukové) s automaticky ovládanými závorami (jedna pro každý jízdní směr). |
| 15,466 km | Lávka pro pěší, Nová Hospoda, Plzeň                                         | 26-019A.1 26-019A.2 | Lávka přes nově vytvořený dálniční přivaděč byla vystavěna v roce 2011. |
| 17,126 km | Most přes III/2032                                                          | 26-019b.1 26-019b.2 | Železobetonový most, který je součástí mimoúrovňové křižovatky, byl vybudován v roce 1997. Délka přemostění činí 20,36 metru. Zatížitelnost mostu: 32/80/196 tun.                                                                                             |
| 18,267 km | Most přes Luční potok a místní komunikaci.                                  | 26-020..1 26-020..2 | Železobetonový most z roku 1997. Délka přemostění činí 8,1 metru. Zatížitelnost mostu: 32/80/196 tun. |
| 18,446 km | Most přes dálnici D5                                                        | 26-021..1 26-021..2 | Železobetonový most z roku 1997. Délka přemostění činí 77,206 metru. Most je součástí mimoúrovňové křižovatky. Zatížitelnost mostu: 32/80/196 tun. |
| 20,218 km | Most přes Luční potok, Líně                                                 | 26-022              | Železobetonový most z roku 1968. Délka přemostění je 8 metrů. Zatížitelnost mostu: 32/80/196 tun. |
| 22 km     | Propustek před obcí Zbůch                                                   |                     | |
| 23,271 km | Most přes Zálužský potok, Zbůch                                             | 26-023              | Železobetonový most z roku 1920. Délka přemostění je 10,2 metrů. Zatížitelnost mostu: 25/30/50 tun. |
| 26 km     | Železniční přejezd, manipulační kolej                                       | 26-024              | Železniční přejezd je vybaven přejezdovým zabezpečovacím zařízením (světelné a zvukové) bez závor. Zatížitelnost mostu: // tun. |
| 27 km     | Propustek v Chotěšově, Chotěšov                                             |                     | |
| 28,387 km | Most přes potok, U střelnice                                                | 26-025              | Délka přemostění 2,55 metrů. Zatížitelnost mostu: 32/80/196 tun. |
| 30,464 km | Most přes Radbuzu, Stod                                                     | 26-026              | Železobetonový most z roku 1991. Zatížitelnost mostu: 22/40/- tun. |
| 34 km     | Propustek                                                                   |                     | |
| 37 km     | Propustek Holýšov                                                           |                     | |
| 37 km     | Železniční přejezd přes železniční trať Plzeň-Domažlice, Holýšov            | 26-027 P616         | Železniční přejezd je vybaven přejezdovým zabezpečovacím zařízením (světelné a zvukové) s automaticky ovládanými závorami (jedna pro každý jízdní směr a po jedné na chodníku pro chodce).                                                                    |
| 37,803 km | Most přes inundaci, Holýšov                                                 | 26-028              | Délka přemostění 7 metrů. Zatížitelnost mostu: 32/80/196 tun. |
| 37,942 km | Most přes Radbuzu, Holýšov                                                  | 26-029              | Most z roku 1924. Délka přemostění činí 59,95 metrů, celková šířka 10 metrů. Zatížitelnost mostu: 14/25/42 tun. |
| 38 km     | Propustek                                                                   |                     | |
| 39,015 km | Most přes potok Chuchla                                                     | 26-030              | Délka přemostění 13,3 metrů. Zatížitelnost mostu: 58/188/315 tun. |
| 40,779 km | Most přes potok                                                             | 26-031              | Most přes občasný tok o celkové délce přemostění 4,4 metru. Zatížitelnost mostu: 22/54/90 tun. |
| 41 km     | Propustek                                                                   |                     | |
| 43 km     | Propustek, Plzeňská ul., Staňkov                                            |                     | |
| 43,109 km | Most přes Puclický potok, Americká ul., Staňkov                             | 26-032              | Most z roku 1958. Zatížitelnost mostu: 44/48/80 tun. |
| 47 km     | Propustek, Křenovy                                                          |                     | |
| 47,170 km | Most přes potok Lukavice                                                    | 26-033              | Most z roku 1958. Délka přemostění 4 metry. Zatížitelnost mostu: 60/60/100 tun. |
| 49 km     | Propustek, Semošice                                                         |                     | |
| 49,233 km | Most přes Semošický potok, Semošice                                         | 26-034              | Most z roku 2010 má délku přemostění 5,063 metru a celkovou šířku 15,55 metru. Zatížitelnost mostu: 32/80/196 tun. |
| 51,818 km | Most přes Radbuzu, Horšovský Týn                                            | 26-035              | Železobetonový silniční most přes řeku o délce přemostění 113,6 metru a šířce 13,7 metru byl postaven v roce 1975. Zatížitelnost mostu: 32/80/196 tun. |
| 52,409 km | Most přes Lazecký potok, Horšovský Týn                                      | 26-036              | Most o délce přemostění 5,45 metrů byl vystavěn v roce 1975. Zatížitelnost mostu: 25/50/249 tun. |
| 53,964 km | Most přes železniční trať Staňkov-Poběžovice                                | 26-037              | Železobetonový most byl vybudován v roce 1995. Délka přemostění je 17,75 metrů, šířka 24,16 metru. Zatížitelnost mostu: 32/80/196 tun. |
| 55,332 km | Most přes Mračnický potok                                                   | 26-038              | Délka přemostění je 52,16 metru, šířka 11,28 metru. Vystavěn byl v roce 1995. Zatížitelnost mostu: 32/80/196 tun. |
| 60 km     | Propustek                                                                   |                     | |
| 63 km     | Propustek                                                                   |                     | |
| 66 km     | Propustek                                                                   |                     | |
| 67 km     | Propustek                                                                   |                     | |
| 68 km     | Propustek                                                                   |                     | |
| 68 km     | Železniční přejezd přes železniční trať Domažlice-Planá u Mariánských Lázní | 26-039 P687         | Železniční přejezd je vybaven přejezdovým zabezpečovacím zařízením (světelné a zvukové) bez závor. |
| 68 km     | Propustek                                                                   |                     | |
| 69 km     | Propustek, potok Bystřice                                                   |                     | |
| 70 km     | Propustek                                                                   |                     | |
| 71 km     | Propustek                                                                   |                     | |
| 72,534 km | Most přes náhon Teplé Bystřice                                              | 26-041              | Rok výstavby 1997. Délka přemostění 3 metry. Zatížitelnost mostu: 32/80/196 tun. |
| 76 km     | Propustek                                                                   |                     | |
| 77 km     | Propustek                                                                   |                     | |
| 77,1 km   | Most přes potok                                                             | 26-043..1 26-043..2 | Železobetonový most z roku 1989 tvoří dvě desky, každá pro jeden směr. Celková délka přemostění je 10,6 metru. Přemostěná vodoteč tvoří státní hranici. Zatížitelnost mostu: 32/80/196 tun.                                                                   |

## Čerpací stanice na trase
| Staničení | Označení, umístění             |
| --------- | ------------------------------ |
| 5 km      | AGIP (vpravo), BENZINA (vlevo) |
| 9 km      | OMV (vlevo)                    |
| 11 km     | SHELL (vlevo)                  |
| 14 km     | TANK ONO (vpravo)              |
| 14 km     | OMV (vpravo)                   |
| 17 km     | PAP OIL (vpravo)               |
| 30 km     | Benzina (vlevo)                |
| 31 km     | EURO TANK (vlevo)              |
| 38 km     | EUROOIL (vlevo)                |
| 45 km     | PAP OIL (vpravo)               |
| 52 km     | SHELL (vlevo)                  |
| 53 km     | EUROOIL (vpravo)               |
| 63 km     | OMV (vpravo)                   |
| 68 km     | TANK ONO (vpravo)              |
| 76 km     | OMV (vlevo), AGIP (vpravo)     |
| 76 km     | BENZINA (vpravo)               |
| 77 km     | AGIP (vlevo)                   |
| 77 km     | FREE ONE SHOP (vpravo)         |
| 77 km     | ROBIN OIL (vlevo)              |

## Intenzita dopravy
Níže uvedená tabulka uvádí intenzitu dopravy resp. počet průjezdů vozidel za 24 hodin. Sčítání proběhlo v roce 2010.
| Intenzita | Místo měření                       |
| --------- | ---------------------------------- |
| 15 024    | Napojení na D5, Ejpovice           |
| 16 862    | Přivaděč k D5, Kyšice              |
| 31 210    | Plzeň, U Prazdroje                 |
| 18 426    | Plzeň, Přemyslova/Skvrňanská       |
| 10 984    | Plzeň, Domažlická                  |
| 14 143    | Plzeň, přivaděč Nová Hospoda       |
| 10 842    | Stod, výjezd směr Plzeň            |
| 8 127     | Stod, výjezd směr Domažlice        |
| 6 316     | Horšovský Týn, výjezd směr Plzeň   |
| 5 530     | Horšovský Týn, výjezd směr Folmava |

## Modernizace silnice
| Číslo | Název                  | Délka   | Kategorie         | Zahájení výstavby | Uvedení do provozu | Křižovatky                        |
| ----- | ---------------------- | ------- | ----------------- | ----------------- | ------------------ | --------------------------------- |
| P58   | Plzeň-Nová Hospoda     | 2 km    | 22,5/100          | 04/2009           | 12/2011            |                                   |
| P83   | D5 – Stod              | 12,5 km | 15,25/100 11,5/80 | plánováno 2028    | plánováno 2032     | Chotěšov Stod Střelice            |
| P70   | Stod, průtah           | 1,3 km  | 9/50              | 08/2017           | 11/2018            |                                   |
| P84   | Holýšov, obchvat       | 7,2 km  | 11,5/90           | plánováno 2029    | plánováno 2032     | Holýšov Holýšov - střed Kvíčovice |
| P59   | Staňkov, přeložka      | 3 km    | 11,5/80           | 05/2015           | 11/2016            |                                   |
| P96   | Horšovský Týn, obchvat | 6,5 km  | 9,5/90            | plánováno 2029    | plánováno 2032     | Horšovský Týn - jih               |
| P56   | Babylon, obchvat       | 5,6 km  | 9,5/90            | plánováno 2026    | plánováno 2029     |                                   |